# Östra Mörtsjön, Jämtland
Östra Mörtsjön är en sjö i Ragunda kommun i Jämtland och ingår i Indalsälvens huvudavrinningsområde. Sjön har en area på 2,66 kvadratkilometer och ligger 237,9 meter över havet. Sjön avvattnas av vattendraget Mörtån (Blekån).

## Delavrinningsområde
Östra Mörtsjön ingår i det delavrinningsområde (700916-149504) som SMHI kallar för Utloppet av Östra Mörtsjön. Medelhöjden är 275 meter över havet och ytan är 11,71 kvadratkilometer. Räknas de 31 avrinningsområdena uppströms in blir den ackumulerade arean 302,4 kvadratkilometer. Mörtån (Blekån) som avvattnar avrinningsområdet har biflödesordning 2, vilket innebär att vattnet flödar genom totalt 2 vattendrag innan det når havet efter 151 kilometer. Avrinningsområdet består mestadels av skog (65 procent). Avrinningsområdet har 2,71 kvadratkilometer vattenytor vilket ger det en sjöprocent på 23,1 procent.